# Докерамічний неоліт В

Докерамічний неоліт В (Pre-Pottery Neolithic B, PPNB) — ранньонеолітична  культура Леванту  докерамічного періоду, IX—VII тисячоліть до н. е. Спочатку визначена в регіоні міста Єрихон. Розвинулася з попередньої  натуфійської культури, у порівнянні зі спорідненою культурою  PPNA з'явилася пізно і має більш північне походження, з верхів'я Євфрату. Зникнення PPNB збігається з періодом  глобального похолодання близько 6200 років до н. е.
Від культур докерамічного неоліту A, які в основному поєднали землеробство з  полюванням і збиранням, відрізняється більшою залежністю від одомашненої худоби. Кам'яні знаряддя праці та зброя також істотно інші. Замість округлих в плані будівель зводили прямокутні споруди. Підлоги і стіни жител покривали шаром полірованого вапна, виготовленого шляхом випалювання вапняка. Можливо, це підготувало появу в наступну епоху посуду з обпаленої білої глини,якою наприкінці VIII тисячоліття до н. е. лише обмазували плетені кошики.
Основні поселення: Айн-Газаль і Їфтахель у західній  Галілеї, Невалі-Чорі і Абу-Хурейра на Євфраті, Чайоню — у верхній течії  Тигра. З 7200 року до н. е. — Єрихон. Також докерамічний неоліт Б був представлений на  доісторичному Кіпрі, починаючи з X—IX тисячоліть до н. е.
У період кризи близько 6200 року до н. е. в регіоні поселення Айн-Газаль відзначений перехід від культури PPNB до дещо відмінної культури  докерамічного неоліту С, яка існувала до 5900 року до н. е. Припускається, що під її впливом складалася культура кочових племен  Близького Сходу.
Культури докерамічного неоліту були витіснені з Палестини, Леванту і Межиріччя  шумерами і носіями семітських мов в бік Анатолії, де їх нащадки в ході неоліту дійшли до її західного узбережжя і на рубежі неоліту-мідного століття проникли на Балкани.
У представників культури докерамічного неоліту B виявлені Y-хромосомні гаплогрупи  H2,  E,  CT,  T і мітохондріальні гаплогрупи  R0a,  T1a,  K, K1a4b,  L3,  U*,  HV,  H,  N*.